# Roberto Bolaño

Roberto Bolaño

Roberto Bolaño Ávalos (Santiago (Chili), 28 april 1953 - Barcelona (Spanje), 15 juli 2003) was een Chileens schrijver en dichter.
In 1999 won hij de Premio Rómulo Gallegos voor Los detectives salvajes. In 2008 kreeg hij postuum de National Book Critics Circle Award voor de roman 2666.
- Bibsys: 16720
- Biblioteca Nacional de Chile: 000346877
- Biblioteca Nacional de España: XX972303
- Bibliothèque nationale de France: cb13484215g (data)
- Catàleg d'autoritats de noms i títols de Catalunya: 981058523731806706
- CiNii: DA08925640
- Digitale Bibliotheek voor de Nederlandse Letteren: bola005
- Gemeinsame Normdatei: 120894076
- International Standard Name Identifier: 0000 0001 2129 8844
- Library of Congress Control Number: n80139757
- Nationale Bibliotheek van Letland: 000194598
- Bibliotheek van het Japanse parlement: 01167321
- Nationale Bibliotheek van Tsjechië: jo2003193349
- Nationale bibliotheek van Australië: 40338082
- Nationale Bibliotheek van Israël: 987007301714005171
- Nationale Bibliotheek van Polen: a0000002827140
- Nationale en Universitaire bibliotheek Zagreb: 000483713
- Nederlandse Thesaurus van Auteursnamen: 166514500
- Istituto Centrale per il Catalogo Unico: TO0V255238
- LIBRIS: 236034
- Système universitaire de documentation: 061023760
- Trove: 930933
- Virtual International Authority File: 41992611
- WorldCat: E39PBJp68H8gpgRGXFRP8f4cyd

1. ↑  https://elpais.com/diario/1999/07/03/cultura/930952804_850215.html; geraadpleegd op: 24 augustus 2024.
2. ↑  https://www.anagrama-ed.es/premios/herralde-de-novela; geraadpleegd op: 24 augustus 2024.
3. ↑  https://elpais.com/diario/1998/11/03/cultura/910047605_850215.html; geraadpleegd op: 24 augustus 2024.
4. ↑  https://www.elconfidencial.com/cultura/2009-03-13/la-novela-2666-de-bolano-gana-el-premio-de-la-critica-de-eeuu_1002013/; geraadpleegd op: 24 augustus 2024.
5. ↑  https://papelenblanco.com/roberto-bolaño-gana-el-premio-del-círculo-nacional-de-críticos-de-los-estados-unidos-505116ab8cbe; geraadpleegd op: 24 augustus 2024.
6. ↑  https://cultura.ayto-alcaladehenares.es/wp-content/uploads/2022/09/Premios-Ciudad-de-Alcala-de-Narrativa.pdf#page=6; geraadpleegd op: 24 augustus 2024.